# Milmarcos
Milmarcos – gmina w Hiszpanii, w prowincji Guadalajara, w Kastylii-La Mancha, o powierzchni 43,99 km². W 2011 roku gmina liczyła 104 mieszkańców.